# Gitschtal
Gitschtal (en slovène : Višprijska dolina) est une commune autrichienne du district de Hermagor, en Carinthie.

## Géographie

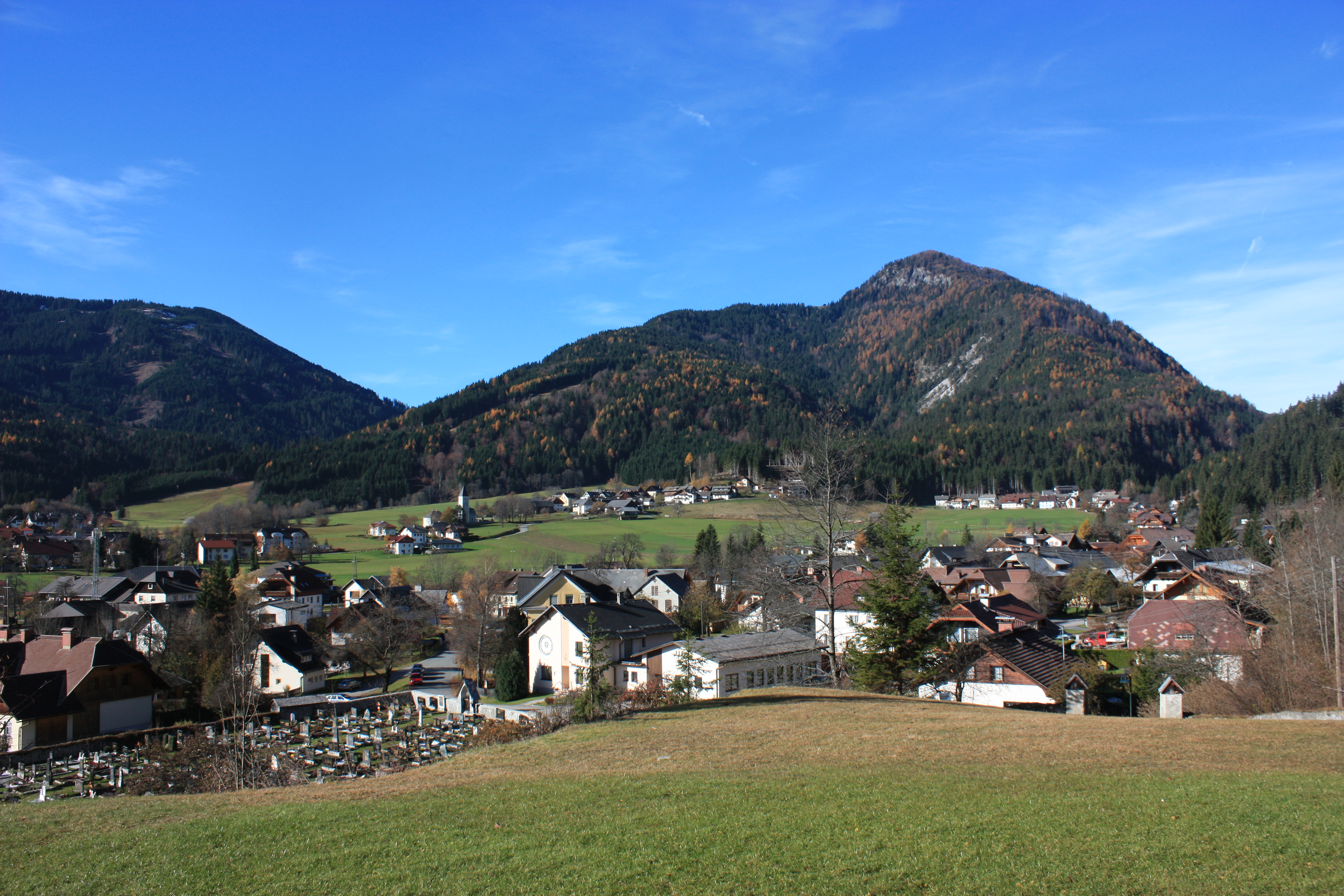
Vue sur Weißbriach.

Le territoire communal s'étend dans le Gitschtal, une vallée des Alpes de Gailtal, à quelques kilomètres au nord-ouest de la ville de Hermagor.

## Histoire
L'église du village de Weißbriach, dans le duché de Carinthie, fut mentionnée pour la première fois dans un registre foncier de 1331. Longtemps, les habitants vivent de l'exploitation des mines d'or, d'argent et de minerai de fer.

## Personnalités liées à la commune
- Johann Koplenig (1891–1968), homme politique, né au village de Jadersdorf ;
- Bernhard Flaschberger (nè en 1960), coureur du combiné nordique et fondeur ;
- Werner Franz (né en 1972), skieur alpin ;
- Max Franz (né en 1989), skieur alpin.